# Laville-aux-Bois
Laville-aux-Bois – miejscowość i gmina we Francji, w regionie Grand Est, w departamencie Górna Marna.
Według danych na rok 1990 gminę zamieszkiwały 223 osoby, a gęstość zaludnienia wynosiła 17 osób/km².